# Marita Lorenz
Marita Lorenz (ur. 18 sierpnia 1939 w Bremie, zm. 31 sierpnia 2019 w Oberhausen) – Amerykanka niemieckiego pochodzenia. Ojciec służył w marynarce, matka była agentką CIA. 
W 1999 roku na podstawie jej barwnego życia został nakręcony film fabularny pod tytułem: Moja kochana zabójczyni (tytuł oryginalny: My Little Assassin) produkcji USA. Wystąpili m.in.: Joe Mantegna (Fidel Castro), Gabrielle Anwar (Marita Lorenz), Robert Davi (Frank Sturgis) i Reiner Schöne (ojciec Marity Lorenz). W 2000 roku Wilfried Huismann nakręcił film dokumentalny pod tytułem: „Lieber Fidel - Maritas Geschichte”. W 2001 Marita napisała książkę autobiograficzną pod tytułem: Kochałam Fidela: „Moje życie, moja miłość, moja zdrada” (tytuł oryginalny: „Lieber Fidel - Mein Leben, meine Liebe, mein Verrat”).